# Gianni Clerici

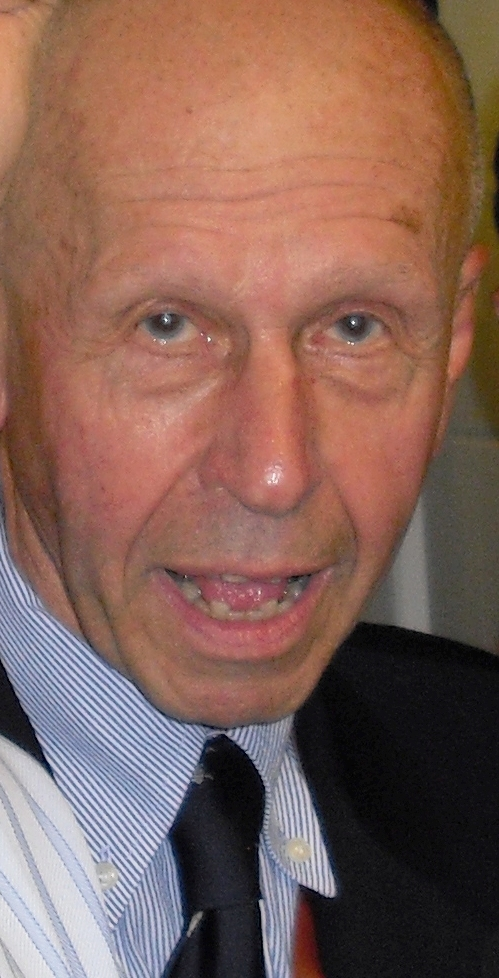
Gianni Clerici, 2009

Gianni Clerici (* 24. Juli 1930 in Como, Lombardei, Italien; † 6. Juni 2022 in Bellagio) war ein italienischer Tennisjournalist, Kolumnist und Autor.

## Leben und Leistung
Clerici wurde durch seine über 40 Jahre dauernde Berichterstattung bei den Tennis-Grand-Slam-Turnieren bekannt. Er berichtete von über 170 Major-Turnieren und verfasste dabei über 6000 Artikel mit dem Schwerpunkt Tennis. Seine Karriere als Journalist begann 1956 bei der Mailänder Tageszeitung Il Giorno als Reporter und Kolumnist. Er arbeitete ab 1988 für die römische Zeitung La Repubblica und ab 1960 bei der Wochenzeitschrift L’Espresso.
Aus seiner Tätigkeit als Autor erschienen folgende Bücher: 1974 die „500 Anni di Tennis“ (englisch Ultimate Tennis Book), das in mehreren Sprachen erschienen ist (deutsche Bearbeitung von Ulrich Kaiser). 1965 kam der Einführungsguide „Il Vero Tennis“ und 1972 folgte der Band „II Tennis Facile“. 1984 erschien eine Biographie der erfolgreichen Tennisspielerin Suzanne Lenglen.
Zudem wirkte Gianni Clerici bei einem italienischen Fernsehsender drei Jahrzehnte als Kommentator mit und erhielt zahlreiche Preise und Ehrungen, unter anderem 2006 die Aufnahme in die International Tennis Hall of Fame wegen seiner Verdienste rund um den Tennissport.
Er starb am 6. Juni 2022 im Alter von 91 Jahren in Bellagio am Comer See.